# Орбени (Бакау)
Орбени (рум. Orbeni) насеље је у Румунији у округу Бакау у општини Орбени. Oпштина се налази на надморској висини од 220 m.

## Становништво
Према подацима из 2002. године у насељу је живело 4138 становника, од којих су сви румунске националности.

### Хронологија
| Година       | 1992 | 1993 | 1994 | 1995 | 1996 | 1997 | 1998 | 1999 | 2000 | 2001 | 2002 | 2003 | 2004 | 2005 | 2006 | 2007 | 2008 | 2009 | 2010 | 2011 | 2012 | 2013 | 2014 | 2015 | 2016 | 2017 |
| ------------ | ---- | ---- | ---- | ---- | ---- | ---- | ---- | ---- | ---- | ---- | ---- | ---- | ---- | ---- | ---- | ---- | ---- | ---- | ---- | ---- | ---- | ---- | ---- | ---- | ---- | ---- |
| Становништво | 4346 | 4324 | 4331 | 4269 | 4231 | 4177 | 4156 | 4123 | 4098 | 4092 | 4098 | 4107 | 4122 | 4122 | 4081 | 4051 | 3995 | 3997 | 3989 | 3988 | 3966 | 3970 | 3959 | 3945 | 3967 | 3942 |